# Chân Trí vương
Chân Trí vương (mất ngày 17 tháng 7 năm 579) là vị vương thứ 25 của Tân La, một trong Tam Quốc (Triều Tiên). Thực tế, ông là hoàng tử thứ hai của Chân Hưng vương, tên là Kim Sa Nhuận (김사륜, 金沙润).
Người được Chân Hưng vương chỉ định kế vị mình là cháu nội ông ta, Kim Bạch Tịnh, con trai của hoàng tử thứ nhất Kim Đồng Luân thái tử (銅輪太子 동륜태자).
Năm 576, ông đã tiến hành binh biến đánh vào hoàng cung khiến Chân Hưng vương tức giận qua đời. Ông đã chiếm ngôi, trở thành Chân Trí vương và trị vì Tân La. Một người vợ lẽ của Chân Hưng vương là Mỹ Thất (Milshi, năm đó đã 30 tuổi, người mẹ của 6 đứa con) trở thành vợ của Chân Trí vương.
Tuy nhiên, Chân Trí vương đã mất hứng thú với Mỹ Thất sau khi yêu một người phụ nữ khác. Mẹ của Chân Trí vương là thái hậu Sado đã rất tức giận vì sự thay đổi tình cảm đột ngột của con mình và không giữ lời hứa phong Mỹ Thất trở thành hoàng hậu. Lúc này Mỹ Thất vẫn tư thông với lãnh chúa Thế Tông (Sejong, là Pungwolju thứ sáu) và tướng quân Tuyết Nguyên (Seolwon, là Pungwolju thứ bảy).
Không lâu sau, Mỹ Thất (Mishil) đã đổ lỗi cho Chân Trí vương về nạn đói và thất bại mà Tân La phải gánh chịu bằng cách tung tin đồn rằng ông trời đã bỏ rơi Tân La vì có một vị vua vô đạo đức như Chân Trí vương. Cả triều đình và nhân dân Tân La đều ủng hộ Mỹ Thất lật đổ Chân Trí vương.
Sau 3 năm làm vua Tân La, năm 579, Mỹ Thất (năm đó 33 tuổi) đã cùng thái hậu Sado, lãnh chúa Thế Tông (Sejong, nhân tình thứ nhất của Mỹ Thất), tướng quân Tuyết Nguyên (Seolwon, là nhân tình thứ hai của Mỹ Thất) và em trai bà là Mễ Sinh (Misaeng, là Pungwolju thứ mười) chỉ huy quân đội triều đình tiến hành binh biến, lật đổ vua Chân Trí vương. Kim Bạch Tịnh được Mỹ Thất đưa lên ngôi vua Tân La và trở thành Chân Bình vương. Mỹ Thất (Mishil, người mẹ của 6 đứa con) lại trở thành vợ lẽ của Chân Bình vương.
Sau này con trai của Chân Trí vương là Kim Long Xuân (Kim Yongchun) kết hôn với con gái của Chân Bình vương là Thiên Minh công chúa. Con trai lớn nhất của họ, (cháu nội của Chân Trí vương), Kim Xuân Thu, sau này trở thành Tân La Vũ Liệt vương.